# Wilhelm Frick
Wilhelm Frick (12. marts 1877 – 16. oktober 1946) var en tysk, nazistisk politiker fra 1925-1945.

## Biografi
Frick blev født i Tyskland som søn af en skolelærer. 
I 1901 blev han jurist og  arbejdede mange år i München for politiet, hvor han blev direktør for kriminalpolitiet. 
Frick  meldte sig allerede i 1925 ind det nationalsocialistiske arbejderparti, DNSAP. Her var han medlem til 1945.
Da Adolf Hitler blev Tysklands rigskansler i 1933, blev Wilhelm Frick indenrigsminister; en post, han bevarede til 1943. Han var i 1935 med til at skrive Nürnberglovene, der fratog jøderne alle borgerrettigheder. Han var Reichsprotektor for Böhmen og Mähren.
Under Nürnbergprocessen blev Frick dømt til døden efter tre anklagepunkter:
- Deltagelse i sammensværgelse om at begå forbrydelser mod freden.
- Krigsforbrydelser.
- Forbrydelser mod menneskeheden.

Hans sidste ord før hængningen den 16. oktober 1946 var "Længe leve Tyskland". 